# Мајковац Подравски
Мајковац Подравски је бивше насељено место у саставу општине Градина, у славонској Подравини, Република Хрватска.

## Историја
Насеље је на попису 2001. године укинуто и припојено насељу Жлебина.
До нове територијалне организације налазио се у саставу бивше велике општине Вировитица.

## Становништво

### Попис1991.
На попису становништва 1991. године, насељено место Мајковац Подравски је имало 322 становника, следећег националног састава:
| Попис 1991.‍  | Попис 1991.‍  | Попис 1991.‍ | Попис 1991.‍ | Попис 1991.‍ |
| ------------ | ------------ | ----------- | ----------- | ----------- |
|              |              |             |             |             |
| Срби         | Срби         |             | 305         | 94,72%      |
| Југословени  | Југословени  |             | 6           | 1,86%       |
| Хрвати       | Хрвати       |             | 5           | 1,55%       |
| Муслимани    | Муслимани    |             | 1           | 0,31%       |
| неопредељени | неопредељени |             | 3           | 0,93%       |
| непознато    | непознато    |             | 2           | 0,62%       |
| укупно: 322  |              |             |             |             |